# Abronia cuetzpali
Abronia cuetzpali (сушікстепекська абронія) — вид веретільницеподібних ящірок родини веретільницевих (Anguidae). Ендемік Мексики. Описаний у 2016 році.

## Поширення і екологія
Сушікстепекські абронії мешкають в горах Південної Сьєрра-Мадре в штаті Оахака, між містами Санта-Катаріна-Хукіла і Сан-Мігель-Сушікстепек. Вони живуть в дубово-сосновий лісах, на висоті від 1711 до 2150 м над рівнем моря. Ведуть деревний спосіб життя.